# 宮本真司 (厚生労働官僚)
宮本 真司（みやもと しんじ、1960年〈昭和35年〉10月11日 - ）は、日本の厚生・厚生労働官僚。

## 来歴
長野県出身。長野県屋代高等学校を経て、1984年（昭和59年）3月、一橋大学法学部を卒業し、同年4月、厚生省に入省し、厚生省大臣官房人事課に配属。
入省後、労働基準局勤労者生活部勤労者生活課長、関東信越厚生局総務管理官、厚生労働省大臣官房参事官（資金運用担当）、社会保険庁総務部サービス推進課長、同庁総務部経理課長、年金局事業企画課長、社会・援護局地域福祉課長、医薬食品局総務課長、東北厚生局長などを歴任。医薬食品局総務課長在任時には医薬品医療機器等法や再生医療新法の仕組み作りに携わった。
また、途中、日本年金機構やヤクルト本社に出向し、環境庁長官官房総務課課長補佐、同庁自然保護局野生生物課課長補佐、香川県民生部高齢者対策室主幹、年金福祉事業団資金運用事業部運用管理課長、年金資金運用基金運用部運用管理課長、文部科学省スポーツ・青少年局参事官、ヤクルト本社広報室CSR・環境推進室副参事、日本年金機構理事などを務めた。
2017年（平成29年）7月11日、厚生労働省医薬・生活衛生局長に就任。
2019年（令和元年）7月9日、同日付で退官。
2020年（令和2年）1月1日、鉄道弘済会常務理事に就任。

## 年譜
- 1983年（昭和58年）10月 - 国家公務員採用上級甲種試験（法律）合格[1]
- 1984年（昭和59年）
  - 3月 - 一橋大学法学部卒業[1]
  - 4月 - 厚生省入省[1]
  - 4月 - 厚生省大臣官房人事課[1]
  - 5月 - 厚生省保険局国民健康保険課[1]
- 1986年（昭和61年）7月 - 公正取引委員会事務局経済部調査課産業調査室[1]
- 1988年（昭和63年）7月 - 厚生省大臣官房国際課[1]
- 1989年（平成元年）7月 - 環境庁長官官房総務課[1]
- 1991年（平成3年）
  - 7月 - 環境庁長官官房総務課課長補佐[1]
  - 8月 - 環境庁自然保護局野生生物課課長補佐[1]
- 1992年（平成4年）7月 - 厚生省生活衛生局食品保健課課長補佐[1]
- 1993年（平成5年）4月 - 香川県民生部高齢者対策室主幹[1]
- 1994年（平成6年）4月 - 香川県民生部高齢者対策室課長[1]
- 1996年（平成8年）4月 - 厚生省薬務局経済課課長補佐[1]
- 1997年（平成9年）7月 - 厚生省生活衛生局水道環境部計画課課長補佐[1]
- 1999年（平成11年）8月 - 厚生省大臣官房厚生科学課課長補佐[1]
- 2000年（平成12年）7月 - 年金福祉事業団資金運用事業部運用管理課長[1]
- 2001年（平成13年）4月 - 年金資金運用基金運用部運用管理課長[1]
- 2002年（平成14年）8月 - 文部科学省スポーツ・青少年局参事官[1]
- 2004年（平成16年）7月 - 厚生労働省労働基準局勤労者生活部勤労者生活課長[1]
- 2005年（平成17年）
  - 8月 - 厚生労働省関東信越厚生局総務管理官[1]
  - 8月 - （併）厚生労働省社会・援護局障害保健福祉部[1]
- 2006年（平成18年）9月 - 厚生労働省大臣官房参事官（資金運用担当）[1]
- 2007年（平成19年）8月 - 社会保険庁総務部サービス推進課長[1]
- 2008年（平成20年）7月 - 社会保険庁総務部経理課長[1]
- 2010年（平成22年）
  - 1月 - 厚生労働省年金局事業企画課長[1]
  - 7月 - 厚生労働省社会・援護局地域福祉課長[2]
- 2011年（平成23年）7月 - 厚生労働省医薬食品局総務課長[2]
- 2012年（平成24年）9月 - ヤクルト本社広報室CSR・環境推進室副参事[9]
- 2013年（平成25年）4月 - ヤクルト本社広報室CSR・環境推進室長[11]
- 2014年（平成26年）6月 - 厚生労働省東北厚生局長[6]
- 2016年（平成28年）1月 - 日本年金機構理事（事業企画部門担当）[8]
- 2017年（平成29年）7月 - 厚生労働省医薬・生活衛生局長[3]
- 2019年（令和元年）7月 - 退官[4][10]
- 2020年（令和2年）1月 - 公益財団法人鉄道弘済会常務理事[4]